# Фред Акуффо
Фредерік Вільям Квазі Акуффо (англ. Frederick William Kwasi Akuffo; 21 березня 1937 — 26 червня 1979) — ганський політичний та військовий діяч, голова урядової Вищої військової ради у 1978–1979 роках. Усунутий в результаті військового перевороту 4 червня 1979 та розстріляний.

## Життєпис
Народився 21 березня 1937 року. 1952 був направлений до пресвітеріанської середньої школи в Одумасі-кробо. 1957, коли Гана здобула незалежність, був завербований кадетом до Національної армії, що створювалась.

### Військова кар'єра
1958 року Фред Акуффо був відряджений на навчання до Великої Британії, до Королівської військової академії в Сандгерсті. Пройшовши курс навчання, 1960 року повернувся до Гани, проте наступного року повернувся до Великої Британії для проходження коротких курсів повітряного десанту й став першим з ганських офіцерів, хто спеціалізувався у цій галузі. 1965 він став начальником Повітрянодесантної тренувальної школи у Тамале (Північна область). 1967 року, після усунення від влади першого президента Кваме Нкруми, Акуффо був відряджений на навчання до Штабного коледжу у Великій Британії. 1969 отримав посаду командира 6-го піхотного батальйону. 1970 року Акуффо було підвищено у посаді до начальника відділу оперативного планування Міністерства оборони. 1972 року його було призначено на посаду заступника командира бригади, 1973 пройшов курс навчання у Коледжі національної оборони у Нью-Делі, Індія. У квітні 1974 року Фред Акуффо був призначений на пост командувача армії з присвоєнням військового звання генерал-майора.
Він керував операцією «Keep right» — переведенням дорожнього руху Гани з лівого на праве кермо. Та акція виявилась настільки успішною, що тогочасний керівник Гани полковник Ігнатіус Куту Ачампонг у жовтні 1975 року призначив Фреда Акуффо у званні генерал-лейтенанта начальником Генерального штабу та ввів до першого складу урядової Вищої військової ради. У листопаді 1976 він став начальником Штабу оборони й заступником Ачампонга.

### Прихід до влади
1978 року члени Вищої військової ради, на яку зростав політичний тиск всередині країни за умов поглиблення економічної кризи, дійшли висновку, що генерал Ачампонг вже не здатний вирішити поставлені перед Ганою завдання. Провідну роль у змові відігравали Фред Акуффо та командувач армії Невілл Одартей-Веллінгтон. 5 липня 1978 Ачампонг за рішенням Ради був викликаний для зустрічі до військового табору Барма, де йому було запропоновано підписати складене за день до того клопотання про відставку. Коли той відмовився це зробити та спробував викликати відданих йому офіцерів, генерал-майор Одартей-Веллінгтон, погрожуючи револьвером, змусив президента підписати документ. Ачампонга було заарештовано та заслано під домашній арешт до Трабуома (область Ашанті), до будинку своєї матері, а його місце посів начальник Штабу оборони генерал-лейтенант Фред Акуффо. Заступником останнього й начальником Штабу оборони став генерал-майор Роберт Котей (з 23 липня — генерал-лейтенант Джошуа Магамаду Гаміді), комісаром закордонних справ — полковник Роджер Джозеф Феллі. Одартей-Велінгтон отримав пост командувача армії.
Акуффо публічно пообіцяв виконати план з повернення країни до демократичного правління, скликати у листопаді Установчу асамблею й передати владу цивільному президенту, обраному до 1 липня 1979 року. За кілька днів було опубліковано Білу книгу, в якій Ачампонга звинувачували у хабарництві та вчинках, негідних честі офіцера. Однак його не стали судити, а тільки позбавили звання та звільнили з армії. Це спричинило у суспільстві недовіру до нової влади. За кілька днів після призначення Акуффо провів нові перестановки у державному апараті та в армії. Було заборонено діяльність низки громадських організацій, які пропонували ідею «уряду єдності», та створено комісію з боротьби з корупцією.

### Проблеми економіки
12 липня Фред Акуффо звернувся на радіо до нації з програмною промовою. Він казав про складне економічне становище країни, про нестачу товарів першої необхідності, про інфляцію та зростання цін. Акуффо заявив про «оздоровлення економіки» — було заморожено будівництво низки промислових об'єктів, припинено фінансування деяких економічних програм, збільшено прямі податки й акцизи на низку товарів, вжито заходів щодо скорочення імпорту. Було запроваджено плаваючий курс седі відносно інших валют, удвічі збільшено закупівельні ціни на какао.
Влада закрила кілька торгових домів, звинувативши їх у завданні державі збитків, створила комісію для розслідування випадків корупції та слабкого керівництва на п'яти державних підприємствах. Було вжито заходів щодо припинення контрабандного вивезення какао. Такі заходи ЗМІ назвали «Чисткою в будинку». Було створено Національну економічну консультативну раду, припинено дипломатичну ізоляцію, від Міжнародного валютного фонду було отримано позик і кредитів на 97 млн доларів, від Великої Британії — 50 мільйонів доларів, від Міжнародного банку реконструкції та розвитку — 10 мільйонів доларів. Упродовж року було проведено кілька девальвацій седі, разом на 150%, що вдарило по прибутках населення й остаточно позбавило Вищу військову популярності й підтримки. Покращити становище в економіці не вдалось: у державному бюджеті на 1978/1979 роки було закладено дефіцит у 500 мільйонів седі, зберігались найвищий рівень інфляції в Африці (72,2%) та зростання цін на товари першої необхідності. 1978 року індекс вартості життя виріс у порівнянні з 1974 роком на 110%, погані погодні умови призвели до скорочення врожаю низки сільськогосподарських культур. Кваліфіковані фахівці виїжджали працювати до Нігерії, робітники перебирались на кавові плантації сусідніх країн, залишаючи без працівників плантації Гани. Зберігались дефіцит платіжного балансу (негативне сальдо понад 2 мільярди седі) й нестача валютних резервів, посилилось зростання контрабанди (до 15-20% врожаю какао), в результаті чого зовнішній борг на кінець 1978 року сягнув 1 мільярда доларів.

### Зовнішня політика
У програмній промові 12 липня 1978 року Фред Акуффо заявив про вірність Гани раніше взятим міжнародним зобов'язанням і про те, що у своїй політиці країна буде дотримуватись принципу невтручання до справ інших держав. Уряд мав продовжувати підтримувати Організацію африканської єдності у боротьбі за визволення всіх залежних територій Африки, надавати матеріальну й моральну допомогу визвольним рухам Зімбабве, Намібії та ПАР.
Зарубіжні поїздки Фреда Акуффо:
- Берег Слонової Кістки — жовтень 1978;
- Нігерія — грудень 1978[5];
- Ліберія, Бенін і Верхня Вольта — лютий 1979;
- Сенегал і Того — травень 1979[8].

### Підготовка до передачі влади
11 листопада генерал-лейтенант Акуффо оголосив на радіо й телебаченні про введення в країні надзвичайного стану у зв'язку із хвилею страйків, у яких останнім часом брали участь 70 000 робітників. Їм було запропоновано або негайно стати до роботи, або вважати себе звільненими. 13 листопада військова влада сформувала низку комісій для розслідування зловживань посадових осіб і виявлення фактів корупції та контрабанди. Член Вищої військової ради генерал Гамаду заявив, що Гана «стоїть на перехресті двох доріг, одна з яких веде до оздоровлення, інша — до неминучої загибелі країни».
19 листопада у Гані за умов заборони політичних партій відбулись вибори до місцевих рад, на яких близько 5 мільйонів виборців проголосували за нових районних депутатів у 902 округах. Преса відзначала, що після перевороту 1966 року місцева влада втратила своє значення й вибори — це крок до виконання програми ВВР з переходу до цивільного правління. У той же час було оголошено амністію, відповідно до якої було звільнено понад 500 політв'язнів, заарештованих за правління Ачампонга за «підривну діяльність», а також членів Народної партії конвенту Кваме Нкруми та Прогресивної партії Кофі Бусіа. 30 листопада декретом було знято заборону на діяльність політичних партій з 1 січня 1979 року. 21 грудня Конституційна асамблея почала працювати над проектом Конституції.
1 січня 1979 року надзвичайний стан було скасовано й почалось формування політичних партій. До травня 1979 року в країні утворилось 6 партій. Найбільшими з них були Національна народна партія, заснована послідовниками Кваме Нкруми, Партія народного фронту, що спиралась на народність акан, та Об'єднаний національний конвент. Окрім того виникли Партія «Конгрес дії», Соціал-демократичний фронт і Партія народного авангарду. У травні 1979 Установча асамблея подала проект Конституції та припинила роботу. Вибори було призначено на 18 червня 1978 року, однак Вища військова рада мала здійснювати контроль над діяльністю обраної влади ще упродовж чотирьох років, тобто до 1983 року. Це посилило невдоволення серед населення.

### Повстання 15 травня 1979 року
15 травня 1979 року молоді офіцери на чолі з лейтенантом ВПС Джеррі Ролінгсом захопили радіостудії, збройні арсенали у військовому таборі Барма та штаб-квартиру головного командування армії. Кілька годин в Аккрі панував хаос, однак урядовим військам удалось швидко придушити виступ. Ролінгс та його спільники були заарештовані та невдовзі засуджені. Однак їх не судив, як слід, закритий військово-польовий трибунал, а справа слухалась у відкритому судовому засіданні у таборі Барма. Скориставшись цим, лейтенант Ролінгс за прикладом Фіделя Кастро перетворив процес над собою на трибуну для засудження режиму Акуффо та пропаганди власних ідей. Промови Ролінгса одразу набули популярності й у списках поширювались столицею. Тим часом влада готувалась до проведення виборів 18 червня.

### Переворот 4 червня 1979 року
За два тижні до виборів пропаганда Джеррі Ролінгса відіграла свою роль. Вночі на 4 червня 1979 року, перед черговим судовим слуханням, майор Боаке Г'ян, друг лейтенанта за школою в Ачимоті, захопив табір Барма та звільнив Ролінгса та його прибічників. Довідавшись про це, багато частин столичного гарнізону почали переходити на бік повстанців. Проте о 06.00 національне радіо в Аккрі повідомило, що спроба перевороту придушена. За півтори години повстанці знову захопили радіостудії й на тому ж радіо виступив сам Джеррі Ролінгс, який закликав своїх прибічників збиратись на стадіоні Ніколсон у таборі Барма. Однак о 9 годині ранку урядова армія знову захопила радіостудії, а командувач армії генерал Одартей-Веллінгтон особисто запевнив країну у провалі спроби перевороту, наказавши армії повернутись до казарм.
Об 11.00 радіостудії знову перейшли до рук повстанців, генерал Одартей-Веллінгтон був заблокований у поліцейській дільниці Німе та вбитий. Весь день в Аккрі тривали сутички між армійськими частинами, поки не було взято в полон іншого керівника армії — начальника Штабу оборони генерала Джошуа Гамаду. Увечері він виступив на радіо й закликав урядові частини припинити спротив, заради уникнення кровопролиття та «співпрацювати з революцією». Однак сам Фред Акуффо на той момент ще не потрапив до рук повстанців.

### Арешт. Страта. Перепоховання
8 червня 1979 року радіо Аккри звернулось до Фреда Акуффо та його прибічників з вимогою з'явитись на базу ВПС у столиці та здатись владі. 11 червня генерал-лейтенант Фред Акуффо та комісари скинутої Вищої військової ради адмірал Джой Кобла Амедаме, віце-маршал авіації Джордж Джой Боаке, генерал-майор Утука та генеральний інспектор поліції Бенджамін Кофі Квакьє підкорились цьому наказу й були заарештовані. 13 червня Спеціальний військовий трибунал наклав арешт на рахунки Фреда Акуффо та інших колишніх керівників Гани. Після короткого судового процесу Акуффо був засуджений до розстрілу за корупцію та зловживання.
Фред Акуффо був розстріляний 26 червня 1979 року на військовому полігоні Теші в Аккрі разом із колишнім президентом країни генералом Аквазі Аманквою Афрвфою та членами Вищої військової ради. Його тіло було потай поховано у дворі в'язниці Нсавам.
8 серпня 2001 року президент Гани Джон Куфуор на прохання родичів розпорядився провести ексгумацію тіл розстріляних. Рештки Фреда Акуффо було передано його дружині Емілі у гарнізонній методистській церкві 37-го військового шпиталю. 27 грудня 2001 їх було з військовими почестями та ескортом поліції поховано у дворі будинку Акуффо в його рідному Акропонзі.